# Charles Lanrezac
Charles Louis Marie Lanrezac, född 31 juli 1852, död 18 januari 1925, var en fransk militär.
Lanrezac blev officer vid infanteriet 1870, överste 1901, brigadgeneral 1906, divisionsgeneral 1911 och erhöll avsked 1917. Lanrezac deltog i tysk-franska kriget, blev därefter generalstabsofficer, 1912 ledamot av högsta krigsrådet och var 1912-14 armékårschef. Vid första världskrigets utbrott blev Lanrezac chef för 5:e armén, men entledigades av Joseph Joffre 3 september 1914 från befälet på grund av meningsskiljaktigheter med denne och utnämndes till generalinspektör för infanteriet. Han utgav Le plan de campagne français et le premier mois de la guerre.